# Čiperova vila
Čiperova vila je dvoupodlažní vila nacházející se ve Zlíně, kterou si nechal postavit Dominik Čipera. Autorem je architekt Vladimír Karfík. Výstavba vily probíhala v letech 1939–1942. Stavba je od 26. března 2002 chráněna jako kulturní památka pod č. 51533/7-9027.
V současné době zde sídlí Dětské centrum Zlín. Do roku 2025 by měl vila projít rekonstrukcí a po ní bude sloužit jako kulturní a kreativní centrum.

## Historie
Vilu, jejímž autorem je Vladimír Karfík, si nechal postavit bývalý starosta Zlína Dominik Čipera. Realizace stavby probíhaly mezi lety 1939–1942. Od roku 1947 je využívána jako sídlo dětského domova (nyní Dětské centrum Zlín). Poslední významnější úpravy se dělaly v 90. letech a v roce 2006 proběhla rekonstrukce sklepa. Od roku 2019 se přemýšlí nad změnou majitele, poněvadž jsou prostory pro Dětské centrum Zlín příliš velké.

## Popis
Vila je postavena na obdélném půdorysu. Skládá se z dvou křídel. Exteriér budovy tvoří převyšující komíny a valbová střecha s několika vikýři. Průčelí je rozděleno okny, mezi kterými se nachází vstup s kamenným ostěním. Přízemí je od prvního patra odděleno světlou římsou, zatímco mezi prvním a druhým podlažím je využita linie cihlové vazby. Ve vile se nachází hala s mramorovým obložením, ze které vede trojramenné zaoblené schodiště do patra. V samostatném přízemním traktu se nachází hospodářské zázemí, jenž vymezuje vstupní dvůr. Hlavním materiálem při stavbě byla cihla.

### Zahradnický domek
Zahradnický domek je postaven na čtvercovém půdorysu. Je pokryt stanovou střechou, ze které vystupuje těleso podobné komínu. Jižní strana je zvýrazněna arkýřem, na západní fasádě vystupuje vikýř se zastřešeným vstupem a východní strana je symetrický rozdělena okenními otvory. Pod střechou domku se nachází římsa.